# 24133 Chunkaikao
24133 Chunkaikao è un asteroide della fascia principale. Scoperto nel 1999, presenta un'orbita caratterizzata da un semiasse maggiore pari a 3,0570820 UA e da un'eccentricità di 0,0390494, inclinata di 7,78419° rispetto all'eclittica.